# 库库耶夫卡农村居民点
库库耶夫卡农村居民点（俄语：Кукуевское сельское поселение）是俄罗斯联邦别尔哥罗德州瓦卢伊基区所属的一个农村居民点。其下辖有3个居民点，行政中心为库库耶夫卡。据2016年统计，该农村居民点的人口为623人。